# Anton Pauschenwein
Anton Pauschenwein (Eisenstadt, 24 gennaio 1981) è un ex calciatore austriaco, difensore.

## Carriera

### Club
Debutta in Fußball-Bundesliga il 26 luglio 2003.